# チャリンコヒーロー
『チャリンコヒーロー』はトライエースが開発し、2003年7月17日にバンプレストから発売されたニンテンドー ゲームキューブ用レースゲーム。同社のニンテンドーゲームキューブ参入第1弾ソフトである。使用ブロック数は2（ゴーストデータ1つにつき2ブロック）。

## 概要
SDにディフォルメされたロボットアニメや特撮作品のキャラクターが戦うクロスオーバー作品「コンパチヒーローシリーズ」の1つ。ウルトラシリーズ・仮面ライダーシリーズのキャラクターが三輪車に乗り、レースで対決する。なお、コンパチヒーローシリーズではウルトラシリーズ、仮面ライダーシリーズ、ガンダムシリーズの3シリーズがセットで扱われるのが基本だが、本作品にガンダムシリーズは登場しない。テレビコマーシャルでは、ゲーム画面に加えて、爆発をバックに三輪車に乗る仮面ライダーV3、ビルのミニチュアの中で三輪車に乗る初代ウルトラマンの実写特撮映像が流れていた。
コンパチヒーローシリーズは本作品で一時休止となり、約8年半後の2012年3月1日発売の『グレイトバトル フルブラスト』（PlayStation Portable）にて再開した。

## ゲームモード
グランプリ
1人プレイ用。選択したステージを、5人のCPUと対戦する。
バトルレース
1〜4人用。ステージやコースを選択し対戦する。CPUも参戦可。
タイムトライアル
1人用。選択したコースを走り、ベストタイムを競う。ゴーストデータを作成できる。
オプション
各種記録の閲覧、キーコンフィング、難易度の変更、データのセーブ・ロード・デリートができる。

## システム

### テクニック
ターボ
Yボタンを押すとターボが発動、ボタンを押している間加速し続ける。
発動している間はヒートゲージも上昇し、一定値まで上昇するとオーバーヒート状態になり、一定時間走行できなくなる。
スタートダッシュ
スタート時、タイミング良くAボタンを押すと発動する。
ドリフト
曲がる方向にスティックを倒しながらAボタンを押し、同時にBボタン（またはXボタン）を押し続けるとドリフトができる。
ドリフトダッシュ
一定時間ドリフトし続けると、発動する。
難易度「やさしい」では、ドリフト中に火花が青から赤に変わった瞬間、Bボタンを押すと発動。
難易度「ふつう」以上では、火花の色は変化せず、ドリフト中にAボタンとBボタン（またはXボタン）を離してから、すかさずAボタンを押すと発動。

### アイテム
コース内のアイテムボックスを通過することで入手できる（ヒーロークリスタルは例外）。
ヒーロークリスタル
必殺技を発動するのに必要なアイテム。最大9個まで所持できる。
所持しているクリスタルと同じ数だけ、必殺技を発動できる。
クールボトル
ヒートゲージを全快する。
オールヒート
自分以外をオーバーヒート状態にする。
ヒートボトル
順位が一つ前のキャラクターをオーバーヒート状態にする。
スタンマイン
機雷型アイテム。命中したキャラクターを気絶させる。
Rボタン長押しで後方に構え続けることができる。
画鋲
後方に画鋲をばら撒く。命中するとスピンする。
タイヤ
前方にタイヤを発射する。壁に当たるとバウンドする。追尾性は無い。
Rボタン長押しで後方に構え続けることができる。
バリアー
一定時間、必殺技や障害物を防御するバリアーを展開する。
オーバーヒートには対応しない。

#### バトルレース専用
ハズレ
文字通りハズレ。
ヨクキエール
一定時間、相手から視認されなくなる。

## 登場キャラクター
初期キャラクター14人と、条件を満たすことで使用できる隠しキャラクター2人の全16人。
各キャラクターはそれぞれ固有の必殺技を持ち、またH（HEAVY＝重量級）M（MIDDLE＝中量級）L（LIGHT＝軽量級）の3種からなる重量が設定されている。

### 初期キャラクター
| キャラクター名           | 重量 | マシン               | 必殺技                                       |
| ------------------------ | ---- | -------------------- | -------------------------------------------- |
| 仮面ライダー龍騎サバイブ | H    | ドラグランザー       | ファイナルベント・ドラゴンファイヤーストーム |
| ウルトラマンコスモス     | M    | テックサンダー       | フルムーンレクト                             |
| 仮面ライダー旧1号        | L    | サイクロン号         | ライダーキック                               |
| ウルトラマン             | L    | ジェットビートル     | スペシウム光線                               |
| 仮面ライダーV3           | M    | ハリケーン           | V3きりもみキック                             |
| ウルトラセブン           | M    | ポインター           | アイスラッガー                               |
| 仮面ライダーアギト       | M    | マシントルネイダー   | ライダーブレイク                             |
| ウルトラマンティガ       | L    | ガッツウィング       | グリッターティガ                             |
| 死神博士                 | L    | イカデビル           | 催眠光線                                     |
| ウルトラマンガイア（V2） | M    | ピースキャリー       | アグルブレード                               |
| ガラガランダ             | H    | 地獄大使             | 竜巻攻撃                                     |
| ゴモラ                   | H    | 大阪城               | 大阪城落とし                                 |
| ショッカー戦闘員         | L    | ショッカーエンブレム | ミニショッカー                               |
| バルタン星人             | H    | バルタン母船         | 白色破壊光線                                 |

### 条件を満たすことで使用できるキャラクター
| キャラクター名             | 重量 | マシン         | 必殺技                   | 解禁条件                                                   |
| -------------------------- | ---- | -------------- | ------------------------ | ---------------------------------------------------------- |
| カネゴン                   | L    | 100円硬貨      | 銭落とし                 | 難易度「ふつう」でウルトラコース全て（4コース）1位でクリア |
| 仮面ライダーナイトサバイブ | H    | ダークレイダー | ファイナルベント・疾風断 | 難易度「ふつう」でライダーコース全て（4コース）1位でクリア |

## ステージ
ウルトラステージ
- 最速!ウルトラサーキットコース
- 灼熱!怪獣惑星コース
- 突入!海中洞窟コース
- 出撃!ウルトラ警備隊コース

ライダーステージ
- ジャンプ!ライダーアリーナコース
- 潜入!ショッカーアジトコース
- 人情!夕暮れ下町コース
- わくわく!ライダーランドコース

スペシャルステージ
- どきどき!トーキョーシティーコース
- ゆらゆら!豪華客船コース
- 炎上!港湾コンビナートコース
- 探検!古代遺跡コース

ミラーワールドステージ
ライダー3コース、スペシャル1コースを反転させたステージ。
- ミラーワールドシティコース
- ミラーワールドライダーランドコース
- ミラーワールド下町コース
- ミラーワールドアリーナコース

タイムトライアル限定
- ウルトラオーバルコース